# Dudu Reina
Eduardo Reina Gomes de Oliveira (Nova Iguaçu, 16 de outubro de 1976), mais conhecido como Dudu Reina, é um político brasileiro filiado ao Progressistas. Foi vereador e presidente da Câmara Municipal de Nova Iguaçu e atualmente é o 41º prefeito da cidade.

## Carreira política
Dudu iniciou sua trajetória política em 2020, quando assumiu o cargo de subsecretário de Obras e de Governo da Prefeitura de Nova Iguaçu. No mesmo ano, candidatou-se a vereador nas eleições municipais de Nova Iguaçu em 2020 pelo PDT e foi eleito, sendo o terceiro candidato a vereador mais votado daquela eleição.
Durante seu mandato como vereador, Dudu Reina foi autor de diversos projetos, incluindo leis relacionadas aos direitos das mulheres . de valorização do servidor e de respeito ao dinheiro público.  Em parceria com a prefeitura, participou da criação do programa de incentivo fiscal REFIS 2022, voltado para a regularização de contas da população e do município. Também esteve envolvido na criação do Centro de Pesquisa e Catalogação da Cidade, com o objetivo de facilitar o acesso a informações sobre leis e acontecimentos políticos locais. Além disso, atuou em outros projetos tanto como autor quanto como presidente da Câmara.
Assumiu a presidência da Câmara já no segundo mês do seu mandato, onde exerceu o cargo até o final de seu mandato como vereador. Assumiu a Prefeitura como prefeito interino por diversas vezes durante seu mandato como presidente da câmara.

### Eleição para a prefeitura
Dudu Reina foi escolhido como candidato à prefeitura de Nova Iguaçu para suceder o então prefeito Rogerio Lisboa. Ele foi eleito em 6 de outubro de 2024 com 292.459 votos, o equivalente a 74,77% do total, registrando a maior votação da história do município. Sua candidatura foi apoiada por Rogerio Lisboa, que já estava em seu segundo mandato consecutivo. Embora o Progressistas, partido de Dudu Reina, tenha elegido apenas três vereadores, 20 dos 23 parlamentares da cidade faziam parte da coligação do prefeito.
As contas da campanha de Dudu Reina chegaram a ser reprovadas pela Justiça Eleitoral em um parecer apresentado no dia 10 de dezembro. Segundo o documento, aproximadamente 264 mil reais foram registrados como recursos de origem não identificada.

## Prefeitura

### Enchentes
Logo no início de seu mandato, Dudu afirmou estar buscando apoio para construir três novos piscinões ao longo da Via Light, com o objetivo de amenizar as enchentes. Posteriormente, apresentou um projeto que ampliaria de três para seis caixas de retardo (piscinão), que dependeria da autorização da Light, dona do terreno.

### Educação
Ele afirmou que nos primeiros 100 dias de governo iria realizar a licitação de creches, com a meta de entregar 23 creches — com 2300 vagas no total — e construir 10 novas escolas até 2026. Segundo o prefeito, 50% das unidades escolares contavam com ar-condicionado no início de seu mandato, mas o processo de aclimatação das escolas dependeria da atuação da Light no aumento da carga elétrica em algumas regiões.

### Segurança pública
O município de Nova Iguaçu não possui um batalhão de polícia em seu território, sendo atendido pelo 20º Batalhão de Mesquita. Por conta disso, em tratativas com o Governo do Estado e o Governo Federal, Dudu Reina pretende instalar um novo batalhão da Polícia Militar no antigo Aeroclube de Nova Iguaçu, que também abrigaria um hospital da PM e um grupamento aéreo.

## Vida pessoal
Dudu Reina é o filho mais velho da funcionária pública Leocadia e do advogado Eduardo José. É casado com a médica Camila Reina, com a qual tem uma filha chamada Gabriela.

## Desempenho eleitoral
| Ano  | Eleição                                  | Partido | Candidato a | Votos   | %      | Resultado | Ref    |
| ---- | ---------------------------------------- | ------- | ----------- | ------- | ------ | --------- | ------ |
| 2020 | Eleição municipal de Nova Iguaçu em 2020 | PDT     | Vereador    | 8.167   | 2,27   | Eleito    | [ 18 ] |
| 2024 | Eleição municipal de Nova Iguaçu em 2024 | PP      | Prefeito    | 292.459 | 74,77% | Eleito    | [ 19 ] |